# Litauische Badmintonmeisterschaft 2009
Die Litauische Badmintonmeisterschaft 2009 fand vom 31. Januar bis zum 1. Februar 2009 in Tauragė statt. Es war die 47. Austragung der nationalen Titelkämpfe von Litauen im Badminton.

## Medaillengewinner
| Disziplin    | Gold                                   | Silber                                    | Bronze                               |
| ------------ | -------------------------------------- | ----------------------------------------- | ------------------------------------ |
| Herreneinzel | Kęstutis Navickas                      | Klaudijus Kašinskis                       | Ramūnas Stapušaitis                  |
| Dameneinzel  | Akvilė Stapušaitytė                    | Kristina Dovidaitytė                      | Oksana Jaciuk                        |
| Herrendoppel | Kęstutis Navickas Klaudijus Kašinskis  | Paulius Geležiūnas Ramūnas Stapušaitis    | Aurimas Mizgiris Donatas Narvilas    |
| Damendoppel  | Ligita Žukauskaitė Akvilė Stapušaitytė | Gerda Voitechovskaja Kristina Dovidaitytė | Oksana Jaciuk Deimantė Janavičiūtė   |
| Mixed        | Kęstutis Navickas Akvilė Stapušaitytė  | Klaudijus Kašinskis Ligita Žukauskaitė    | Edgaras Slušnys Gerda Voitechovskaja |